# Qaddur al-Alami
Sīdī Qaddūr al-ʿAlamī, il cui nome completo era ʿAbd al-Qādir ibn Muḥammad ibn Aḥmad ibn Abī l-Qāsim al-Idrīsī al-ʿAlamī al-Ḥamdanī (in arabo ﺳﻴﺪﻱ ﻗﺪﻭﺭ ﺍﻟﻌﻠﻤﻲ‎?; Meknès, 1741 – 4 agosto 1850), è stato un poeta e mistico marocchino.
Si tratta di uno dei più grandi poeti del Maghreb dello stile neo-classico e popolare.
Compose poesie sia nello stile malḥūn magrebino sia nello stile arabo-andaluso. Fu il fondatore della zāwiya ʿAlamiyyia ia Meknes. Ben 34 espressioni usate nelle sue poesie sono diventate proverbi ancora oggi diffusi in Maghreb.
Una delle sue poesie più famose in stile malḥūn è "el-Meknassia" (o "Dār Sīdī Qaddūr"), in cui si lamenta della perdita della sua casa a Meknès. La leggenda dice che avesse donato la sua casa per permettere l'espansione di una moschea. La casa però non venne utilizzata per quel fine e il poeta riuscì a recuperarla più tardi per diventare più tardi il suo mausoleo, nel quartiere Qoubbet Essouq (Qubbat al-sūq) di Meknes.
Nelle poesie composte invece in stile arabo-andaluso si nota chiaramente l'influenza che hanno avuto su di lui i poeti della Spagna islamica, quali al-Shushtari, Ibn Arabi, Ibn Khafāja e altri.